# Чайка (журнал)
Журнал «Чайка» (Seagull) — російськомовний журнал, видається у США, в місті Балтимор. Публікується двічі на місяць видавництвом Seagull Publications Corporation.
Головний редактор — Геннадій Крочик, кандидат наук в області теоретичної фізики (Горьківський університет, 1977 р.); у 1982 році разом з десятьма іншими політичними дисидентами утворив «Групу за встановлення довіри між СРСР і США». Емігрував до США 1988 року. Автор понад 50 наукових праць та численних статей у російськомовній пресі.
Редакційна рада журналу: Соломон Волков, Григорій Брускін, Георгій Вайнер (до 2009 року), Олександр Геніс, Євген Євтушенко, Елеонора Мандалян.
Теми: суспільно-політичні, соціальні, наукові, літературо- та музикознавчі публікації, різноманітні матеріали з культури, спортивної тематики, інтерв'ю з діячами культури, науки, політики.